# 同盟90/緑の党
同盟90/緑の党（どうめい90/みどりのとう、Bündnis 90/Die Grünen）は、ドイツの環境政党。グローバルグリーンズ加盟。
2025年2月現在、ドイツ連邦議会で85議席を持つ4番目に大きい政党であり、1980年代以降一定の勢力を持っている。1998年から2005年まではドイツ社会民主党と連立政権を組み、脱原発・風力発電の推進・二酸化炭素の削減など環境政策を進展させ、ヨシュカ・フィッシャー外相などの閣僚を送り出した。2021年12月からは社会民主党・自由民主党と連立政権を組んでいる。この期間以外は常に野党であった。
西ドイツの地方レベルで1970年代の終わりに、戦前から続く主に右翼的な環境保護運動が連合する形で「諸派・緑の党 (Die Grünen)」 は設立された。しかし、そのままでは5%条項を突破できなかったため、のちに1960年代の左翼的な学生運動世代を呼び込んで、連邦レベルの政党「緑の党」として1980年に再出発した。その後、右派グループは別の環境政党として脱退、以降は新左翼色の濃いエコロジー政党となっている。1983年に連邦議会で初めて議席を獲得。世界の多くの緑の党の中で最も古く、最も議会政治的に成功している。1989年と1990年には、東ドイツの民主化に関わった市民グループが同盟90を結成、1993年に緑の党と統合した。

## 歴史

### 設立
シュヴァルツヴァルトの喪失などが話題となり環境意識の高まった1970年代の半ばから末期にかけて、主に右派や保守派の環境保護グループが中心となって、「Die Grünen」を組織した。当初はヘルベルト・グルール（ドイツキリスト教民主同盟〈CDU〉）を筆頭とする保守派・右派500人に対して中道左派（ドイツ社会民主党〈SPD〉系）はわずか15人にすぎなかった。1979年の欧州議会選挙ではヘルベルト・グルールとペトラ・ケリーの2人を第一候補に置いて、有効投票数の3.2%を獲得した。また、ブレーメン市州選挙では 5.1% の高得票を叩き出す。さらに党員は一万人を突破した。

### 左派の加入戦術
右派の環境派の成功をみて、70年代をテロリズムにあけくれたことで世論の支持を失い衰退期にあったKグルッペやグルッペZなど学生運動出身のドイツ国内の左派グループも参加し始めた。この加入戦術は成功し、1979年11月4日時点でオッフェンバッハで開催された党大会で右派グループは左翼過激派の参加を拒んで反対動議を提出したものの、僅差で否決されるほど左派が浸透していた。「緑の党」、「緑色党」における今日まで続く路線はこの採決で決定されたと言える。1980年1月13日のカールスルーエでの党大会で新たに連邦議会政党として出発することになった際の結党メンバーにはドイツ全学連の元議長ルディ・ドゥチュケも名を連ねた。しかし、結果的に主導権を握ったのは、ケリーらの中道左派であった。彼女は右派と左派を巧みに仲介する役割を果たしていく。反原発と自然エネルギーの推進、反核兵器・反軍国主義・反NATOと平和主義、反消費社会と循環型社会が当時の主な主張であった。

### 左派化と右派の離脱
党への加入が認められた左派グループの党員は増加し、党内は左寄りへ加速していいった。このことに不満をもったグルールの右派グループは、「（KグルッペやグルッペZなどの）毛沢東主義者に党が乗っ取られている」として1982年に脱退を表明し、新たに保守系の環境党（エコロジー民主党、Ökologisch-Demokratische Partei, ÖDP）を創設する（グルール自身は、1990年にさらに右寄りのドイツ独立環境党 Unabhängige Ökologen Deutschlands, UÖDを成立させた）。この分裂によって右派の議員や党員は離脱し、緑の党は党員の3分の1を失った。これにより緑の党の左派傾向はより明確になり、軍事主義、移民規制、反中絶に対してより強く反対した。またこの間、マリファナ使用の自由化、ゲイとレズビアンの権利の向上、自由主義教育や育児を主張した。さらに、核兵器保有案やフランクフルト空港の新しい滑走路の構築に対して、デモで警察と頻繁に衝突し抗議を行った。

### ドイツ連邦議会での議席獲得以後・ローテーションルール

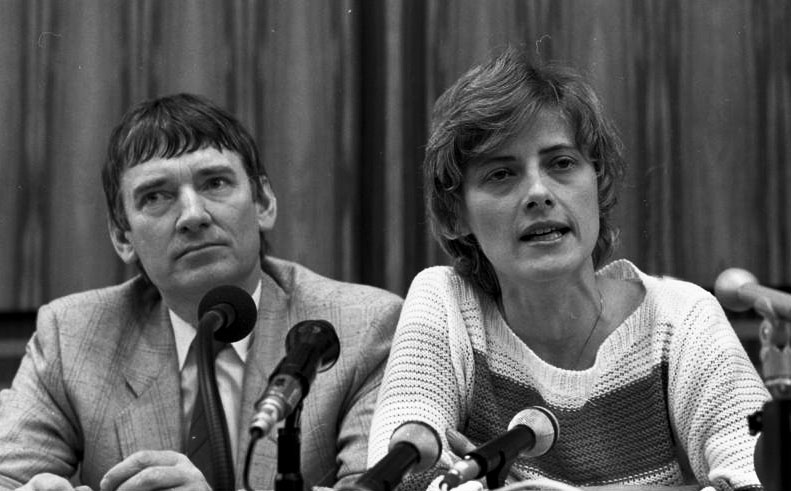
1983年の連邦議会選後に記者会見をするオットー・シリーとペトラ・ケリー

州レベルや欧州議会の選挙でのいくつかの成功の後に、1983年の連邦議会選挙で初めて議席を勝ち取った。その時の重要な争点の中で、アメリカ合衆国およびNATOによる、パーシング II (IRBM) および核巡航ミサイルの西ドイツへの配備が、一般住民の強い反対を生みだしていた。新しく形成された党は、人々の運動への支援を補充することができた。
また、当初は4年の議員任期のうち2年で議員が辞任し、残りの2年は比例代表名簿の下位の候補が繰り上げ就任する「ローテーションルール（議員交代制）」が提唱された。
1983年の緑の党の候補の当選から2年後の1985年、ローテーションルールにより全議員が辞任する中、ペトラ・ケリーただ1人が辞任を拒否して議員を続けた。結局、1986年の緑の党総会で交代制が廃止され、任期は各州の党支部が判断することになった。その後に、1990年代には、議員だけでなく、1年ローテーションと規定されていた緑の党議長職や事務局長職も継続が認められるようになった。
部分的に、1986年のチェルノブイリ原子力発電所事故のインパクトとドイツの大気汚染と森林への酸性雨の脅威に対する意識を育てることで、1987年1月に行なわれた連邦議会選挙で得票率を8.3%に増加させた。

### ドイツ再統一後
ドイツが再統一されて初めて行なわれた1990年12月の連邦議会選挙は旧東ドイツと旧西ドイツで5%のハードルを別々に適用して行われたが、旧西ドイツの緑の党は、連邦議会の中で議席を得るのに必要な5%の得票率を越えることができなかった（旧東ドイツでは、同盟90と東ドイツ緑の党の政党連合が投票の5%以上を獲得することができた）。敗因はナショナリズムと愛国心の高まっているムードに反対するキャンペーンを行ったことが原因だと考えられた。この選挙の直後の12月3日に東ドイツ緑の党と旧西ドイツの緑の党は合流する。
1993年5月14日、同盟90と合流し、党名は現在の「同盟90/緑の党」となった。
1994年の連邦議会選挙では、連邦議会で7.3%を得票し、49議席を獲得した。

### 政権与党

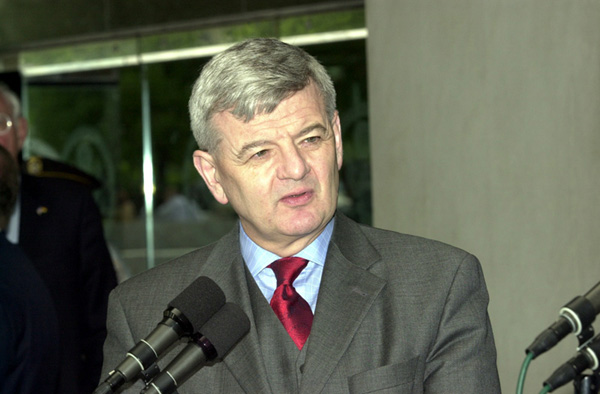
SPDとの連立政権で副首相兼外相に就任したヨシュカ・フィッシャー（2002年）

1998年の連邦議会選挙では、得票率が6.7%に落ちたにもかかわらず、47議席を保持し、ドイツ社会民主党（SPD）との連立政権（赤緑連合）を組むことで初めて政権与党となった。ヨシュカ・フィッシャーは副首相兼外相に就任した。その他環境大臣にユルゲン・トリッティン、保健相にアンドレア・フィッシャー（後に狂牛病問題で辞任）が就任した。
政権発足直後、コソボにおけるNATOの軍事行動へのドイツ連邦軍参加に関する対応で危機に陥った。緑の党が参加する政府の下で軍事衝突中の国外へのドイツ連邦軍の最初の配備が行なわれたため、多数の戦争反対者が党員を辞めた。そのため、この時期は地方選挙で長期間にわたり敗北した。また、産業界寄りなSPDの閣僚は、広範にわたる妥協が必要として、緑の党の環境保護主義的な主張に反対した。
2001年には、数人の緑の党の連邦議会議員がアメリカ合衆国のアフガニスタン侵攻を支援するための連邦政府によるドイツ連邦軍派遣案を拒絶した。ゲアハルト・シュレーダー首相は内閣の信任投票を行い、緑の党から4人、SPDから1人の議員が反対したが、大多数は賛成した。
2002年の連邦議会選挙では、得票率8.6%で議席を55へ伸ばし、自由民主党（FDP）を抜いて第3党となった。SPDは議席を減らしたものの、連立政権は僅差で過半数を獲得し、第2次内閣を発足させた。外務大臣のヨシュカ・フィッシャー、消費者保護・栄養・農業大臣のレナーテ・キューナストや、環境大臣のユルゲン・トリッティンが再任された。

### 下野以後
2005年9月の連邦議会選挙では、微減にとどまって党勢を維持したものの、FDPと左翼党が勢力を伸ばしたために議会の第5勢力となってしまい、また連立相手のSPDが敗北し、CDU・CSU と大連立を組むことになったために政権与党の座を失った。
メルケル政権の大連立に対する国民の評価を問うこととなった2009年9月の連邦議会選挙では、CDU・CSUとSPDの2大勢力に対する批判を集め、得票率は初めて10％を超え、議席を大きく増やした。

### 「反原発」での党勢拡大

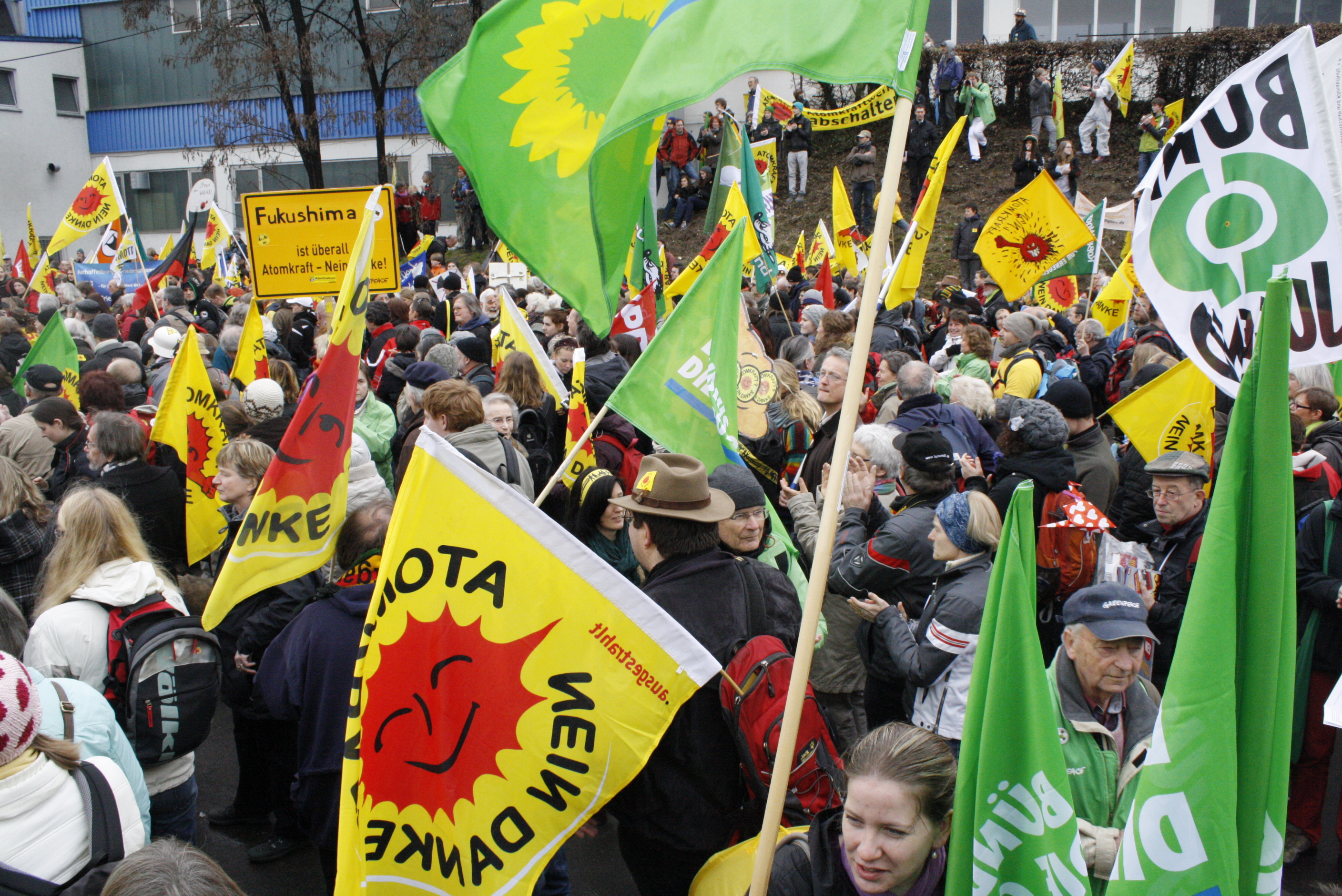
ネッカーヴェストハイムで行われたエネルギー転換を求めるデモ活動（2012年3月11日）

福島第一原子力発電所事故の影響で反原発への世論の高まりもあり原発政策が争点となった2011年のバーデン・ヴュルテンベルク州（ドイツの原子力発電所17基中4基がある）の州議会議員選挙で票の24.2%を獲得し、CDU政権が58年間続いた同州の首相にヴィンフリート・クレッチュマンが就任した。CDU敗北の結果について、同党党首のアンゲラ・メルケル首相は「福島原発の大事故を巡る議論が敗因となったのは明らかだ」と述べた。緑の党が州首相の地位を得るのは、これが初めてとなる。
2010年頃は、CDU/CSUやSPDに迫る支持率を確保し、一部の報道機関が行った世論調査では支持率でSPDを抜くこともあった。
2011年9月4日、メクレンブルク＝フォアポンメルン州の州議会議員選挙を経て、議席を獲得していない州議会はなくなった。

### 後退
2013年9月の連邦議会選挙では環境負荷軽減とアンチ工場式畜産として週一度は菜食日とする「ベジ・デイ」の導入やエネルギーシフトを掲げ、最低賃金制導入、高所得者層への増税なども訴えたが、得票率は8.4％と前回の選挙から2.7％減少し、議席数も68議席から64議席に後退する。この結果を受け、緑の党は選挙分析と総括を行うと共に党指導部の世代交代を決定。最高議決機関である党大会全3日を10月18日から20日の日程でベルリンで開催し、新たな党指導部を選出するとした。
また、社会民主主義政党であるSPDや社会主義・民主社会主義政党である左翼党との最大の違いとして脱物質主義を前面に掲げている。
さらに、温暖化ガスの排出抑制などへの関心が高まっており、若年層を中心に支持を広げている。2019年5月26日の欧州議会選挙では20.5%を得票する躍進を遂げ、SPDの議席を抜いて第二党となった。直後の6月1日の世論調査ではCDU/CSUも抜いて政党支持率首位に立った。
しかし、その後は新型コロナウイルス対策でメルケル政権の支持率が回復したのを受けてメルケルの政党であるCDU/CSUも支持を得たため、支持率首位の座はCDU/CSUへ譲ることとなった。

### 2021年連邦議会総選挙以後

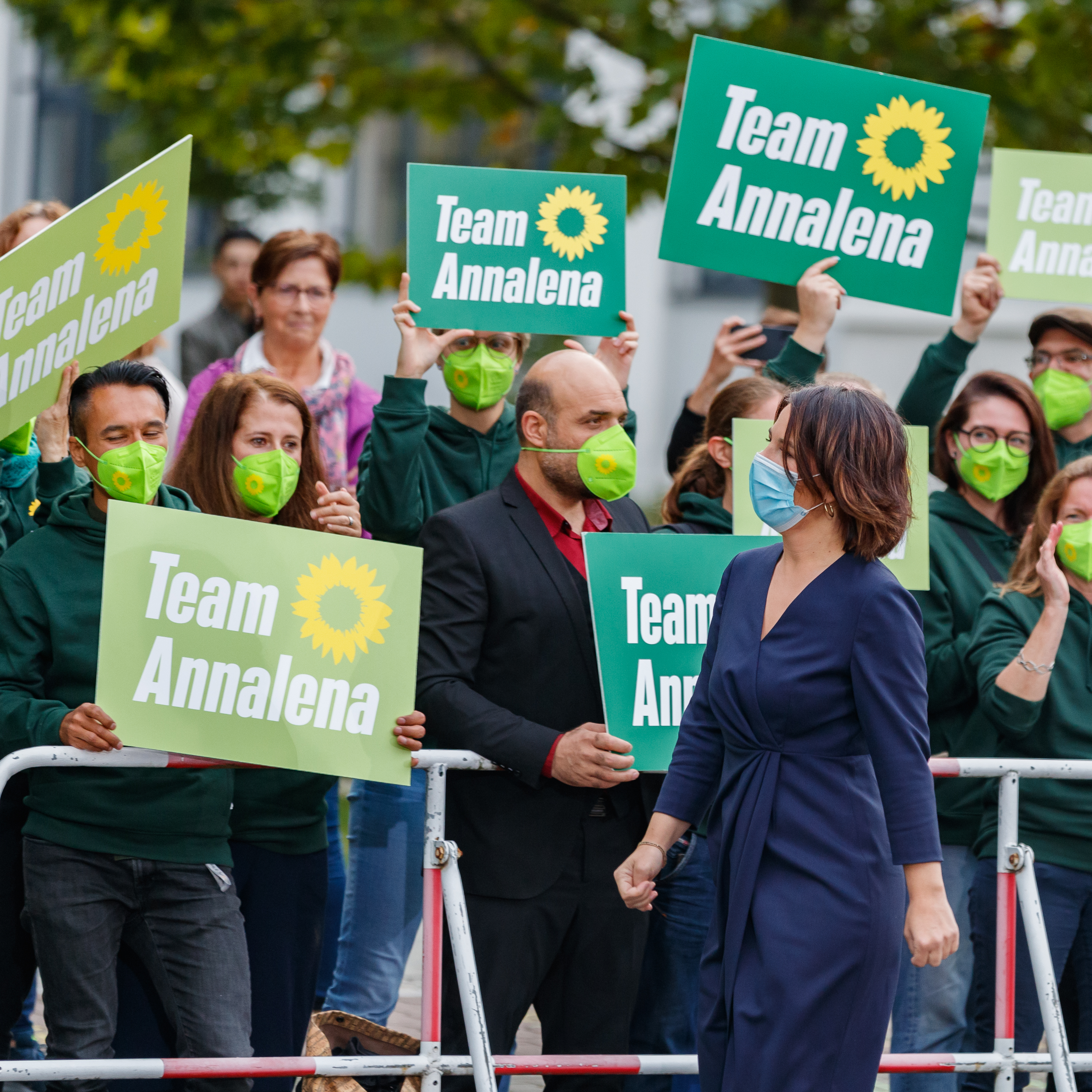
アンナレーナ・ベアボックとその支持者（2021年）

総選挙を控えた2021年4月19日、党は世界経済フォーラム所属のグローバリスト、アンナレーナ・ベアボックが初の連邦首相候補に決定した。これにより、ベアボックはメルケル首相以来二番目の女性連邦首相候補として総選挙に臨むことになった（なお、首相候補時の年齢は40歳であり、これも史上二番目に若い。）。
ベアボックが首相候補になったことで躍進が期待され、一時は党も首相候補としての支持率もトップに立った。しかしベアボックの著書の盗作疑惑、助成金申告漏れ、加えて経歴詐称疑惑などの様々なスキャンダルに見舞われて支持率は低迷した。CDU/CSU、SPDに支持率で追い越され苦戦を強いられたまま、総選挙を迎えることとなった。
9月26日に行われた総選挙では、失速したとはいえ若者を中心に支持を集めて党史上最高となる14.8%の得票率で躍進し、118議席を獲得して議会第3党の座に着いた。11月24日にはSPD、FDPとの連立政権樹立で合意した。
2022年1月29日、緑の党は共同党首として2人を選出した。副党首を務めてきた28歳女性のリカルダ・ラングと、イラン出身で外交政策を専門とするオミット・ノウリポアーが就任した。

## ナチスとの関連性
帝政時代やヴァイマル共和政時代にもエコロジー運動は存在したが、最も本格的になったのはナチス時代である。「血と土」に代表される自然回帰主義、有機農法、森林保護、動物保護が推進された。また、諸説あるが概ねヒトラーは菜食主義者であったと考えられている（アドルフ・ヒトラーのベジタリアニズム）。第二次世界大戦後においてもドイツでエコロジー運動を推進してきたのは保守層・右派であり、緑の党も元来は保守政党であった。
このような経緯から、左派を中心にナチズムと環境保護を結びつける考えがあり、ドイツの政治言論はエコロジー運動に対して距離を取る傾向があった。現在でも左右問わず緑の党とナチス・ドイツの類似性を指摘する考えが根強く、一部では「環境ファシズム」批判なども行われている。例えば『帰ってきたヒトラー』ではヒトラーが最も支持する既存政党として（極右政党ではなく）緑の党を挙げる描写が存在する。

## 外交
環境保護を柱に掲げる政党であるが、外交面ではドイツの政治勢力の中では最もNATOとの同盟を重視する大西洋主義的な側面を持ち、欧米による人権と民主主義という価値観を世界に広める事を推し進め、それに対抗する中国とロシアへの強い非難を表明しており、その点ではドイツの政党の中では最もネオコンに近い価値観を持つ。実際にアンナレーナ・ベアボックがショルツ政権で外務大臣に就任し、ドイツの親欧米タカ派的な外交政策に強い影響を与えているなど外交面での大きな役割を担っている。党はドイツとロシアを結ぶノルドストリームパイプラインの廃止を要求していた。

## 役職

### 歴代党首
| 党首                     | 党首                         | 在任期間        |
| ------------------------ | ---------------------------- | --------------- |
| マリアンネ・ビルトラー   | ルドガー・ボルマー           | 1993年 - 1994年 |
| クリスタ・ザーガー       | ユルゲン・トリッティン       | 1994年 - 1996年 |
| グンダ・レステル         | ユルゲン・トリッティン       | 1996年 - 1998年 |
| グンダ・レステル         | アンティエ・ラートケ         | 1998年 - 2000年 |
| レナーテ・キュナスト     | フリッツ・クーン             | 2000年 - 2001年 |
| クラウディア・ロート     | フリッツ・クーン             | 2001年 - 2002年 |
| アンゲリカ・ベーア       | ラインハルト・ブティコファー | 2002年 - 2004年 |
| クラウディア・ロート     | ラインハルト・ブティコファー | 2004年 - 2008年 |
| クラウディア・ロート     | ジェム・オズデミル           | 2008年 - 2013年 |
| ジモーネ・ペーター       | ジェム・オズデミル           | 2013年 - 2018年 |
| アンナレーナ・ベアボック | ロベルト・ハーベック         | 2018年 - 2022年 |
| リカルダ・ラング         | オミット・ノウリポアー       | 2022年 -        |

### 主な役職者
- 党首：リカルダ・ラング、オミット・ノウリポアー（ドイツ語版）
- 副党首：Pegah Edalatian、Heiko Knopf
- 連邦議会議員団長：カタリーナ・ドレーゲ（ドイツ語版）、ブリッタ・ハッセルマン（ドイツ語版）
- 連邦議会副議長：カトリン・ゲーリング＝エッカルト

## 選挙における党勢推移

### 連邦議会選挙
| 選挙日         | 得票数 （政党票） | ％   | 獲得議席  | 選挙区 |
| -------------- | ----------------- | ---- | --------- | ------ |
| 1980年10月5日  | 569,589           | 1.5  | 0 / 497   | 0      |
| 1983年3月5日   | 2,167,431         | 5.6  | 27 / 498  | 0      |
| 1987年1月25日  | 3,126,256         | 8.3  | 42 / 497  | 0      |
| 1990年12月2日  | 559,207           | 1.2  | 8 / 662   | 0      |
| 1994年10月16日 | 3,424,315         | 7.3  | 49 / 672  | 0      |
| 1998年9月27日  | 3,301,624         | 6.7  | 47 / 669  | 0      |
| 2002年9月22日  | 4,110,355         | 8.6  | 55 / 603  | 1      |
| 2005年9月18日  | 3,838,326         | 8.1  | 51 / 614  | 1      |
| 2009年9月27日  | 4,643,272         | 10.7 | 68 / 662  | 1      |
| 2013年9月22日  | 3,690,314         | 8.4  | 63 / 630  | 1      |
| 2017年9月24日  | 4,158,400         | 8.6  | 67 / 709  | 1      |
| 2021年9月26日  | 6,848,215         | 14.8 | 118 / 735 | 16     |
| 2025年2月23日  | 5,443,393         | 11.0 | 85 / 630  | 12     |

出典：Bundestagswahlen。1989年はB90/Gr、1994年以降はGRÜNE。

### 欧州議会議員選挙
| 選挙日        | 得票数    | ％   | 獲得議席 |
| ------------- | --------- | ---- | -------- |
| 1979年6月10日 | 893,683   | 3.2  | 0 / 81   |
| 1984年6月17日 | 2,025,972 | 8.2  | 7 / 81   |
| 1989年6月10日 | 2,382,102 | 8.4  | 7 / 81   |
| 1994年6月12日 | 3,563,268 | 10.1 | 12 / 99  |
| 1999年6月13日 | 1,741,494 | 6.4  | 7 / 99   |
| 2004年6月13日 | 3,079,728 | 11.9 | 13 / 99  |
| 2009年6月7日  | 3,194,509 | 12.1 | 14 / 99  |
| 2014年5月25日 | 3,139,274 | 10.7 | 11 / 96  |
| 2019年5月26日 | 7,675,584 | 20.5 | 21 / 96  |
| 2024年6月9日  | 4,738,227 | 11.9 | 12 / 96  |

出典：Europawahlen（2013年10月19日閲覧）